# Wilhelm Schwemmer
Wilhelm Schwemmer (geboren 20. November 1901; gestorben 18. Oktober 1983) war ein deutscher Kunsthistoriker. 

## Leben
Wilhelm Schwemmer war Kunsthistoriker und Direktor der Kunstsammlungen der Stadt Nürnberg. Er begann seine berufliche Laufbahn am Germanischen Nationalmuseum in Nürnberg und an der Volkshochschule, dem späteren Bildungszentrum der Stadt Nürnberg. 1950 wurde er zunächst kommissarischer Leiter der Städtischen Kunstsammlungen, ab 1952 schließlich deren Leiter. 
Er führte insgesamt 228 Ausstellungen mit regionalem Charakter durch, insbesondere veranstaltete er in der Kunsthalle Nürnberg eine Vielzahl von beachteten Ausstellungen über fränkische Künstler. Ferner gestaltete er das Fembohaus zu einem Museum Altnürnberger Wohnkultur um. Das 1953 im Fembohaus gegründete Stadtgeschichtliche Museum wurde in die Museen der Stadt Nürnberg eingegliedert. Als Kunsthistoriker widmete Wilhelm Schwemmer sich in zahlreichen Publikationen der Erforschung der Geschichte und Kunst der Stadt Nürnberg sowie ihres Landkreises. 
Seit 1958 gehörte er dem Vorstand des Vereins für Geschichte der Stadt Nürnberg an. Von 1964 bis 1982 war er Vorsitzender des Vereins Altnürnberger Landschaft. Er war als Lehrbeauftragter für Kunstgeschichte an der Universität Erlangen-Nürnberg tätig. 1971 wurde Wilhelm Schwemmer von der Regierung Mittelfranken zum Stadtheimatpfleger der Stadt Nürnberg bestellt. Dieses Amt übte er bis zu seinem Tod 1983 aus. 

## Veröffentlichungen (Auswahl)
- Nürnberger Kunst im 18. Jahrhundert, Selbstverlag der Stadtbibliothek, Nürnberg 1974, 86 Seiten.
- Alt-Lichtenau: aus der Geschichte der Ortschaft und der Festung, Korn & Berg, 1980, 128 Seiten
- mit Günter P. Fehring, Anton Ress: Die Stadt Nürnberg, Deutscher Kunstverlag, 1977, 599 Seiten
- Röthenbach an der Pegnitz: die Geschichte einer Industriestadt, Altnürnberger Landschaft, 1982, 118 Seiten
- Das Bürgerhaus in Nürnberg, Wasmuth, Tübingen, 1972, 126 Seiten
- Nürnberger Kunst im 18. Jahrhundert, Selbstverlag der Stadtbibliothek, Nürnberg 1974, 86 Seiten
- Johann Adam Klein: ein Nürnberger Meister des 19. Jahrhunderts, Carl, 1966, 94 Seiten

| Personendaten    | Personendaten             |
| ---------------- | ------------------------- |
| NAME             | Schwemmer, Wilhelm        |
| KURZBESCHREIBUNG | deutscher Kunsthistoriker |
| GEBURTSDATUM     | 20. November 1901         |
| STERBEDATUM      | 18. Oktober 1983          |